# 藏南繁缕
藏南繁缕（学名：Stellaria zangnanensis）是石竹科繁缕属的植物，是中国的特有植物。分布于中国大陆的西藏等地，生长于海拔1,900米至2,700米的地区，多生于沟边草丛中，目前尚未由人工引种栽培。